# Alsten

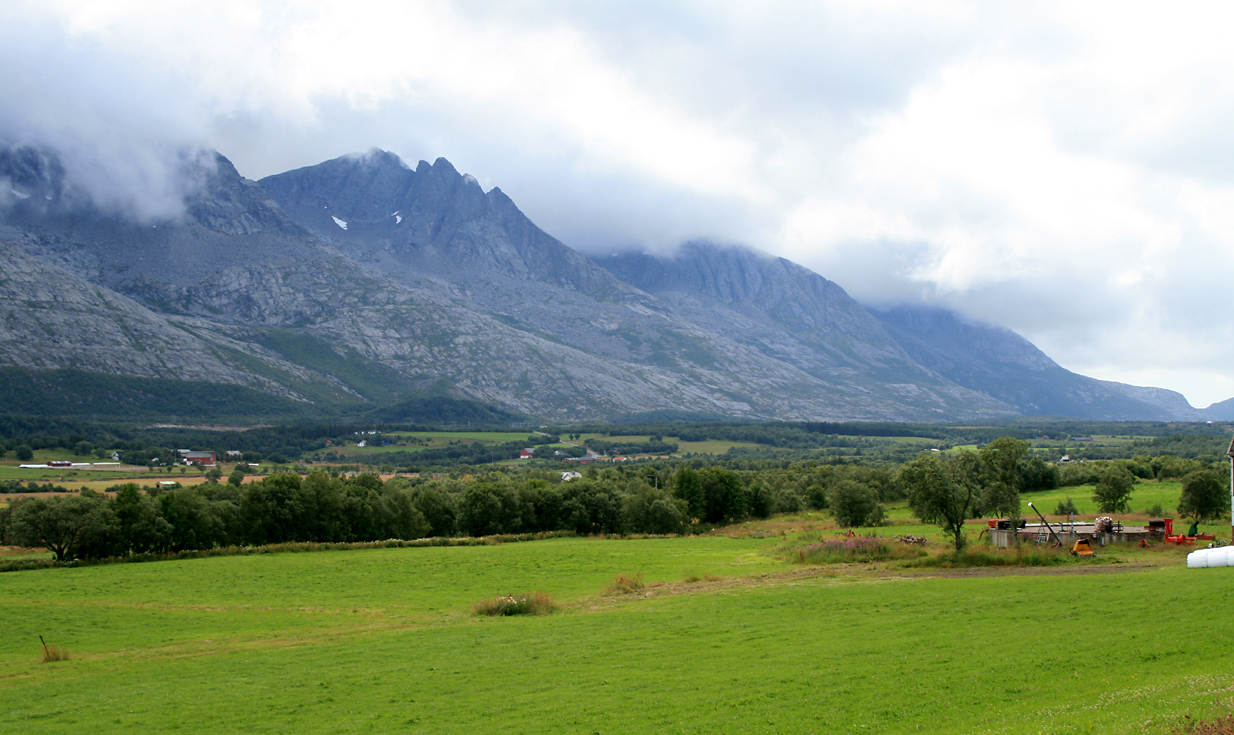
Alsten med De sju systrarna i bakgrunden.

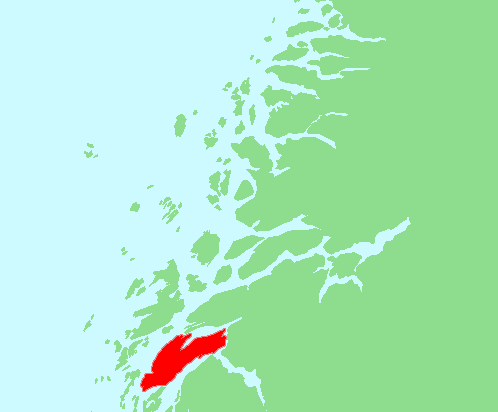
Öns läge.

Alsten (norska: Alsten, nynorska: Alsta) är en ö  i Alstahaugs och Leirfjords kommuner utanför kusten i Nordland fylke i norra Norge. På ön finns sju snötäckta berg som kallas De sju systrarna (De syv søstre). Ön har en yta på 153 kvadratkilometer. Den högsta punkten är Botnkrona, 1 072 m ö. h. Den största tätorten är Sandnessjøen. Riksväg 17 går över ön via en bro.